# Евсевий (Никольский)
Митрополит Евсевий (в миру Евгений Иванович Никольский; 21 января 1860, село Серебрянь, Алексинский уезд, Тульская губерния — 31 января 1922, Москва) — русский священнослужитель, епископ Православной российской церкви, митрополит Крутицкий.

## Биография
Родился 21 января 1860 года в селе Серебрянь Алексинского уезда Тульской губернии в семье священника.
Закончив Тульское духовное училище, Тульскую духовную семинарию (1881), Московскую духовную академию со степенью кандидата богословия и определён в Могилёвское духовное училище учителем русского и церковнославянского языков (1885).
С 1888 года — помощник смотрителя Могилёвского духовного училища. Одновременно с 1893 года член Могилёвского уездного отделения епархиального училищного совета и делопроизводитель училищного правления.
3 августа 1893 года был пострижен в монашество под именем Евсевий в честь Евсевия, епископа Самосатского. 5 августа рукоположён в сан иеродиакона, а 6 августа, в день Преображения Господня, — во иеромонаха. Хиротонию совершал епископ Гдовский Николай (Налимов).
11 сентября 1893 года был назначен в состав Санкт-Петербургского духовно-цензурного комитета с возведением в сан архимандрита, но едва успел прибыть к месту назначения, как 18 октября 1893 года был определён на должность ректора Иркутской духовной семинарии.
Помимо ректорства, был редактором «Иркутских епархиальных ведомостей», председателем Епархиального училищного совета, деятельным членом Иркутского комитета Православного миссионерского общества.
26 января 1897 года в Иркутском Вознесенском монастыре был хиротонисан во епископа Киренского, викария Иркутской епархии. Хиротонию совершали архиепископ Иркутский Тихон (Троицкий-Донебин), епископ Рязанский Мелетий (Якимов), епископ Забайкальский Георгий (Орлов) и епископ Якутский Никодим (Преображенский).
4 октября 1897 года назначен на самостоятельную кафедру епископа Камчатского, Курильского и Благовещенского в городе Благовещенске.
4 февраля 1898 года прибыл в Благовещенск и вступил в управление епархией. Ревностно относился к богослужению, истово проповедовал, блестяще сочетал любовь к просвещению с личной праведностью, ревностное проповедничество — с благотворительностью.
1 января 1899 года назначен первым епископом вновь учреждённой Владивостокской и Камчатской епархии.
Перед прибытием в епархию в 1899 году в первую неделю Святой Четыредесятницы прибыл в Свято-Троицкую Шмаковскую обитель и провёл там неделю, испрашивая Небесной помощи на многотрудное послушание устроения новой епархии.
Двадцать лет пребывания владыки на Владивостокской кафедре совпало с усиленным заселением Уссурийского края, с постройкой на Дальнем Востоке железных дорог, с Русско-японской войной, со временем, когда русский Дальний Восток, дотоле мало обитаемый и почти пустынный, заполнялся русскими людьми, когда быстро возрастало его население и вместе с тем развивалось земледелие, торговля, промышленность. Этот край нуждался в усиленном духовном просвещении.
Новая епархия занимала огромную территорию площадью 1 200 000 квадратных вёрст, в которой насчитывалось 69 церквей. Священников не хватало, и зачастую приходы пустовали. По приезде нового правящего архиерея не нашлось даже помещения для него, и епископ Евсевий поначалу нашёл приют в губернаторском доме. Единственный приходской Успенский храм Владивостока был переименован в кафедральный собор, а духовную консисторию временно разместил у себя кафедральный протоиерей.
Однако, уже через год трудами были открыты и духовная консистория, и попечительство о бедных духовного звания, Епархиальный училищный совет, Епархиальный комитет Православного миссионерского общества. С течением времени было построено и освящено свыше 170 храмов и более 100 церковно-приходских школ. Только во Владивостоке при его непосредственном участии были построены и освящены храмы: Успенский (кафедральный), Покровский (кладбищенский), Петропавловский («на Первой Речке»), школа-церковь в честь иконы Божией Матери «Всех Скорбящих Радость» (миссионерская), не говоря уже о церквах военных и находящихся при учебных заведениях, а также об архиерейском подворье на Седанке (пригород Владивостока), где на свои средства владыка содержал 50 пенсионеров.
Много владыка трудился и над устройством монастырей — Уссурийского Николаевского Свято-Троицкого мужского и Южно-Уссурийского Рождество-Богородицкого женского.
Начиная со второй половины 1899 года, не жалея здоровья и сил, владыка Евсевий не раз объезжал всю свою огромную епархию, причём никакие трудности не могли воспрепятствовать ему посещать церковные приходы даже на Камчатке и Сахалине.
12 июля 1907 года состоялось причисление к епархии церквей и духовенства северной Маньчжурии, а 1 января 1909 года архиепископу Владивостокскому была подчинена Русская духовная миссия в Сеуле. Все это являлось знаком особого доверия со стороны императора и священноначалия Церкви.
Многие российские благотворители, начиная с августейших особ, жертвовали значительные суммы на создание новых храмов. Сам праведный Иоанн Кронштадтский жертвовал на нужды монастырей и церквей Уссурийского края, на устройство библиотеки при школе села Осиновки, а также пожертвовал для сахалинского Александровского храма икону Божией Матери «Неувядаемый Цвет», присланную ему лично со Святой горы Афон. Священники и учителя церковно-приходских школ из других епархий просились и переводились на службу во Владивостокско-Камчатскую епархию. Владыка определял кандидатов на должности не иначе, как после непосредственного знакомства с каждым из них.
Для привлечения духовенства к делу религиозно-нравственного просвещения владыка регулярно собирал епархиальные съезды. В 1903 году по его инициативе было начато издание «Владивостокских епархиальных ведомостей». В типографии Свято-Троицкого Шмаковского мужского монастыря с его благословения печаталась духовная литература, распространявшаяся и за пределами епархии.
Одним из основных направлений деятельности правящего архиерея являлось миссионерство, ибо Владивостокско-Камчатская епархия была населена тогда многочисленными инородцами-язычниками — китайцами, корейцами, малыми народностями Дальнего Востока. Владыка поднял миссионерское дело на большую высоту. По всей епархии были созданы миссионерские станы для научения ведению миссионерской работы, открыты катехизаторские школы и курсы. Здесь учили не только Слову Божию, но преподавали уроки рационального ведения хозяйства. Дарования, добродетели и полезная деятельность правящего архиерея снискали ему любовь и уважение инородцев-язычников, немало из которых привёл он ко крещению.
С благословения Евсевия было создано Православное камчатское благотворительное братство, утверждённое Святейшим синодом после праздника Святой Пасхи в 1910 году, с целью донести Слово Божие до самых отдалённых уголков епархии. Августейшим покровителем братства стал цесаревич Алексей.
Награждён орденами Святого Владимира III (1898) и II (1909) степени.
Благодатное служение владыки Евсевия было высоко оценено священноначалием Русской православной церкви: 6 мая 1906 года он был возведён в сан архиепископа, а в 1912 году, в связи с награждением орденом Святого Александра Невского, получил Высочайший рескрипт, в котором говорилось:

Продолжительное святительское служение Ваше на дальневосточной окраине нашего Отечества ознаменовано трудами и подвигами ревности вашей о славе святой Христовой веры и духовном благе вверенной вам паствы. Вашими заботами умножены храмы Божии, ширится и крепнет основанное на началах любви к Православной Церкви и преданности царю и Родине религиозно-нравственное воспитание подрастающего поколения, возвышается миссионерское делание среди многочисленных стремящихся к познанию Истины инородцев. По мысли Вашей учреждено Православное Камчатское Братство во имя Нерукотворенного Образа Всемилостивого Спаса, возбудившее глубокий интерес к духовным нуждам далекой Камчатки и привлекающее жертвы на их удовлетворение.

В ноябре 1912 года архиепископ Евсевий был вызван для присутствия в Святейшем синоде, участвовал в прославлении святителя патриарха Ермогена, был назначен председателем Комиссии по выработке правил, регулирующих перевозку святых икон по водным путям.
Награждён бриллиантовым крестом на клобук (1915).
В 1917—1918 годах член Поместного собора Православной русской церкви, председатель Комиссии по ознакомлению с финансовым положением Собора, заместитель председателя Судной комиссии при совещании епископов, член III, V, IX отделов. После окончания 1-й сессии возвратился во Владивосток, но вскоре был назначен постоянным членом Священного синода при патриархе и вновь выехал в Москву.

### Последние годы в Москве
В 1919 году, поскольку не имел возможности из-за Гражданской войны возвратиться в свою епархию, был временно назначен управлять Смоленской епархией.
После кончины 3 февраля 1920 года архиепископа Иоасафа (Каллистова) патриарх Тихон назначил архиепископа Евсевия своим наместником в Москве. 18 февраля 1920 года он был возведён в сан митрополита Крутицкого. Столь высокое назначение митрополит Евсевий принял как временное, с условием, что при первой же возможности ему будет предоставлено право вернуться в свою родную Владивостокскую епархию.
В последующие годы ближайший помощник патриарха Тихона, председатель на заседаниях Священного синода и управляющий Московской патриаршей областью.
Скончался 31 января 1922 года, за сутки до кончины служив Божественную литургию. Заупокойное богослужение совершил патриарх Тихон со многими находившимися тогда в Москве иерархами в храме Христа Спасителя при большом стечении молящихся. Погребение состоялось в Новодевичьем монастыре, с северной стороны Смоленского собора.
В частной жизни владыка Евсевий жизни отличался простотой, незлобием, нищелюбием и всепрощением к окружающим.

## Награды
- Высочайшая грамота (1912).
- Орден св. Владимира III (1898) и II (1909) степени.
- Орден св. блгв. вел. князя Александра Невского (1912).
- Бриллиантовый крест на клобук (1915).

## Труды
- Письмо к И. Н. Корсунскому (1899) // Архив П. В. Флоренского.
- Предсказание пророка Исайи о Деве и Еммануиле. М., 1886.
- Отчет о состоянии и деятельности Иркутской духовной миссии // Иркутские епархиальные ведомости. 1897. № 10-13.
- Письмо еп. Мефодию (Герасимову) // Забайкальские епархиальные ведомости. 1900. № 7.
- Предложение заведывающим и законоучителям начальных народных школ // Владивостокские епархиальные ведомости. 1903. № 3.
- Слово пред новогодним молебном; Слово в Великий пяток // Владивостокские епархиальные ведомости. 1905. № 2, 9.
- Что нам делать? // Могилёвские епархиальные ведомости. 1906. № 16.
- Речь при открытии Братства // Владивостокские епархиальные ведомости. 1910. № 19.
- Слово на Новый год; Слово в Великий пяток // Владивостокские епархиальные ведомости. 1912. № 1, 7/8.
- Камчатская область и духовные нужды её населения. СПб., 1913.
- Русские люди, храните веру православную! // Миссионерский листок. № 12. Авдеевка, 1915.
- Речь при вручении жезла епископу Нестору Петропавловскому на Камчатке // Прибавление к «Церковным Ведомостям», 1916, № 46, 1099.
- Письмо к маньчжурскому духовенству // Вера и жизнь. 1925. № 4. С. 58.
- Письмо к архиеп. Александру (Паулюсу) // Следственное дело Патриарха Тихона. М., 2000. С. 686.